# غمد الليفة العصبية
غمد الليف العصبي (بالإنجليزية: Endoneurium)‏، (وتسمى أيضًا القناة العصبية الداخلية أو الغلاف العصبي الداخلي أو الأنبوب العصبي الداخلي أو غلاف هنلي) هي طبقة من النسيج الضام الرقيق لكل محور عصبي حول غشاء ميالين في الجهاز العصبي المحيطي. تسمى الخلايا المكونة لها بخلايا غمد الليف العصبي. تتجمع خلايا غمد الليف العصبي مع أليافها العصبية المغلقة في مجموعات تسمى الحزم العصبية، كل حزمة داخل غلافها الواقي الخاص الذي يسمى ظهارة الحزمة العصبية. قد يتم تجميع حزم متعددة في الأعصاب الكبيرة بما فيه الكفاية حيث كل منها لها إمدادها بالدم والأنسجة الدهنية، داخل غمد آخر، وهو غمد العصب. يحتوي غمد الليف العصبي على سائل يُعرف باسم سائل غمد الليف العصبي، وهو يحتوي على كمية قليلة من البروتين. يُعادل هذا السائل في الجهاز العصبي المحيطي نظريًا السائل الدماغي الشوكي في الجهاز العصبي المركزي. عادةً ما تُطلق إصابات الأعصاب المحيطية كميات متزايدة من هذا السائل في الأنسجة المحيطة؛ ويمكن الكشف عن ذلك باستخدام التصوير العصبي بالرنين المغناطيسي (MRI)، مما يُساعد في تحديد مكان إصابات الأعصاب المحيطية. يمتد غمد الليف العصبي طوليًا على طول الألياف العصبية، ولكن مع وجود فجوات حيث تمر الحواجز إلى الداخل من الطبقة الداخلية لظهارة الحزمة العصبية. يحتوي على حزم دقيقة من النسيج الضام الليفي، وخاصة الكولاجين، مدمجة في مطرس من المادة القاعدية. يعمل هذا الهيكل على دعم الأوعية الدموية الشعرية، بحيث أنها مرتبة لتشكل شبكة من الشبكات الطويلة. توجد هياكل مماثلة حول بعض المكونات العصبية في أماكن أخرى من الجسم، على سبيل المثال حول خلايا شوان على الجانب المحيطي من المنطقة الانتقالية على العصب القوقعي.